# Kõrtsuotsa
Kõrtsuotsa – wieś w Estonii, prowincji Rapla, w gminie Märjamaa.